# Roczniaki
Roczniaki – część miasta Lubartowa w województwie lubelskim, w powiecie lubartowskim. Leży na północ od centrum miasta, w rejonie ulic Kleeberga i Słowackiego.
Znajduje się tu przystanek kolejowy Lubartów Słowackiego.